# 말라이
말라이(힌디어: मलाई)는 남아시아의 유제품이다. 소젖이나 물소젖을 한 시간 정도 동안 뜨겁게 데워서 식힌 뒤 생긴 두꺼운 노란 지방층을 모은 것이다. 지방 함유량이 많은 물소젖이 자주 쓰인다.

## 쓰임새
말라이 코프타 등의 요리나 라스말라이 등의 후식을 만들 때 쓰인다.

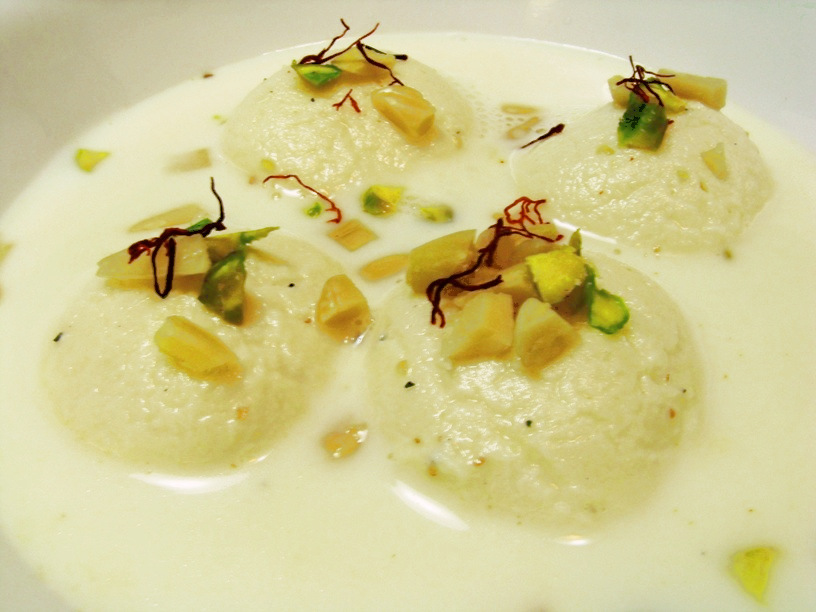
라스말라이
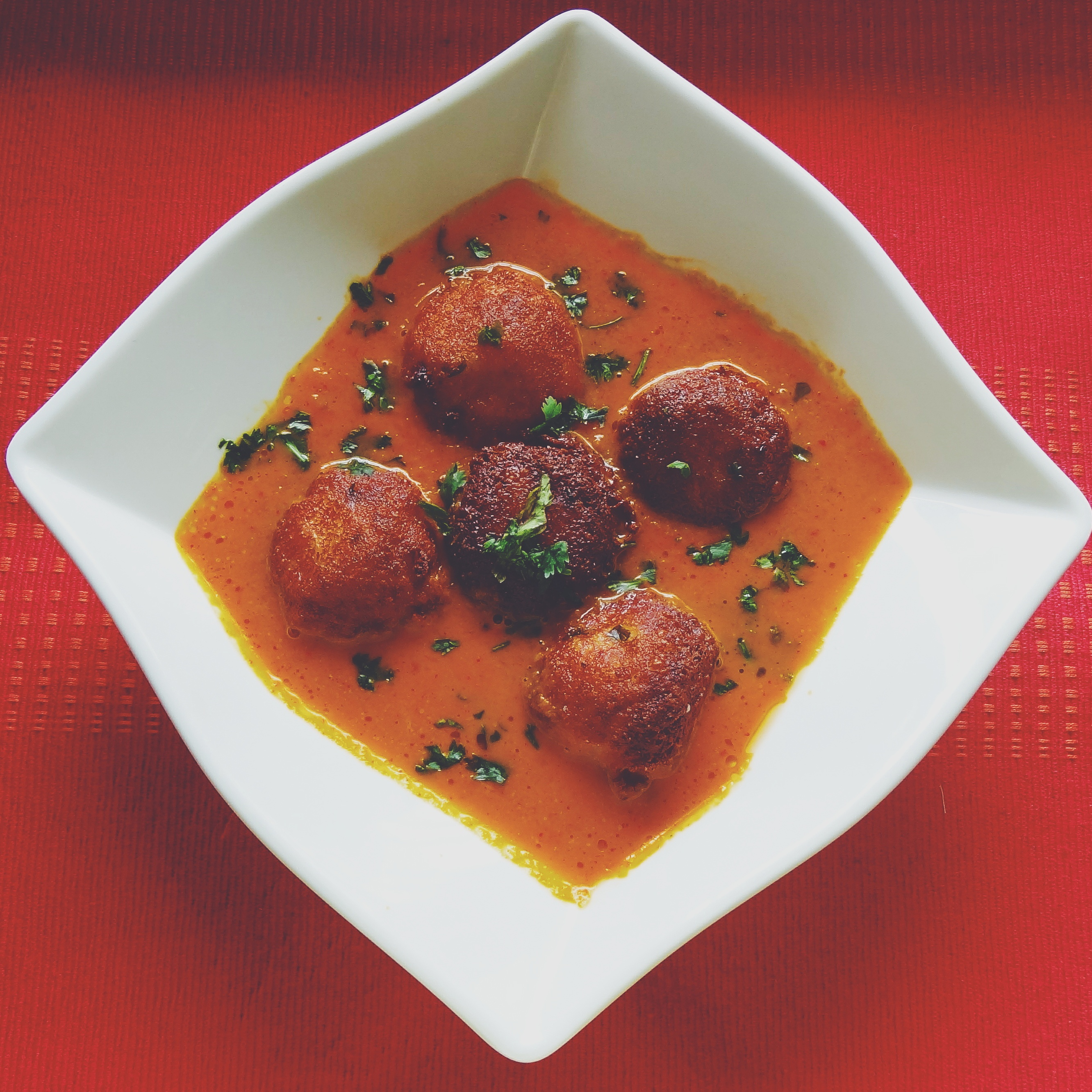
말라이 코프타
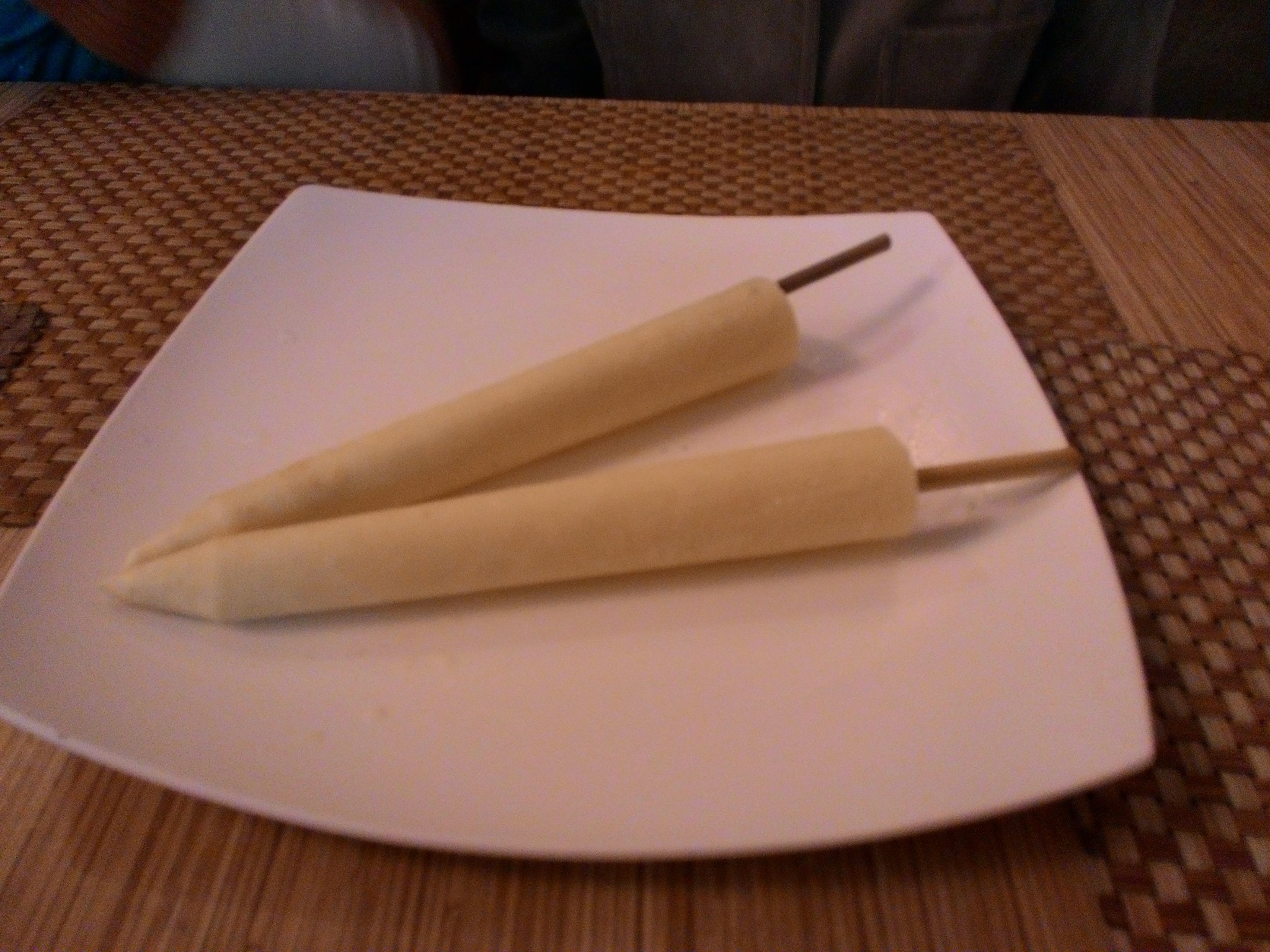
말라이 쿨피

## 같이 보기
- 카이마크
- 클로티드 크림